# Os Contemporâneos
Os Contemporâneos (dt.: „Die Zeitgenossen“) war eine portugiesische Comedy-Fernsehserie.

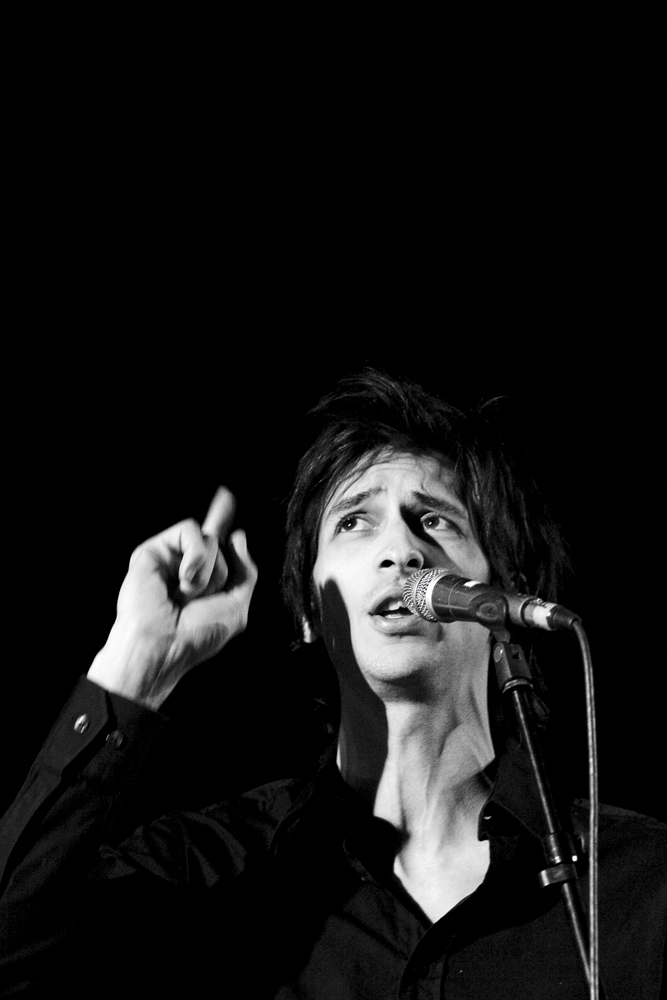
Bruno Nogueira

## Inhalt
In der Serie wurden humoristische Sketche zu aktuellen Ereignissen aus Gesellschaft, Politik und Sport gezeigt. Einige Figuren waren wiederkehrend, so der von Nuno Lopes dargestellte „O Chato“ (dt. etwa „Die Nervensäge“), oder das stets über mögliche schwule Männer spekulierende, homophobe Duo der beiden hemdsärmeligen „Panisgas“ (dt. etwa „Tucken“), dargestellt von Bruno Nogueira und Eduardo Madeira. Es wurden außerdem  Nachrichtensendungen persifliert, bekannte Fußballstars imitiert, und in vermeintlich echten Reportagen Medienereignisse oder auch erfolgreiche Fernsehformate verhöhnt. Ab der 10. Folge wurden von Bruno Nogueira Straßeninterviews geführt zu meist kontrovers diskutierten Themen aus den aktuellen Nachrichten. Hier wurde auf unterhaltsame, oft kleingeistige Antworten abgezielt, die die Befragten entweder aus kaschierter Ahnungslosigkeit oder mangelnder Differenzierung gaben.

## Format und Laufzeit
Die jeweils etwa 40 Minuten langen Sendungen wurden sonntags abends um 22.15 Uhr ausgestrahlt, auf dem ersten Kanal der öffentlich-rechtlichen RTP (Rádio e Televisão de Portugal). Die erste Staffel mit 13 Episoden lief vom 4. Mai 2008 bis zum 9. Oktober 2008. Die zweite Staffel wurde in der Zeit vom 16. Oktober 2008 bis zum 25. Januar 2009 mit ebenfalls 13 Episoden gesendet, und die dritte Staffel vom 3. Mai 2009 bis zum 2. August 2009. Die Sendung war recht populär, so dass bisher bereits die ersten beiden Staffeln als DVD-Box veröffentlicht wurden. Der Popularität der Serie waren jedoch durch den gleichzeitigen Erfolg der Comedy-Serie Gato Fedorento der SIC Grenzen gesetzt. Nachfragen aus dem Kreis von Presse und Zuschauern nach einer vierten Staffel wurden bisher stets damit beantwortet, das keine Fortsetzung geplant sei, sie aber noch folgen könne.